# Ford Taunus
Ford Taunus war der Name einer Reihe von Mittelklasse-Modellen der deutschen Ford-Werke AG.

## Taunus als Markenname
Mit dem Namen „Taunus“ wurden nach dem Zweiten Weltkrieg bis 1967 alle deutschen Ford-Pkw-Modelle bezeichnet. „Taunus“ war bis 1967 ein Markenname und zugleich ein Synonym für Ford Deutschland. Als Logo wurde ein dem Kölner Wappen ähnliches Emblem verwendet. Von 1970 bis 1982 war „Taunus“  der Modellname des Mittelklasse-Fords.
Die Pkw hatten Bezeichnungen wie 12M, 17M etc., wurden aber unter der Marke „Taunus“ verkauft. Das „M“ in der Bezeichnung bedeutete „Meisterstück“. Auch ein kleiner Lieferwagen wurde als „Taunus Transit“ angeboten. 1967, mit dem Erscheinen der P7-Modelle, verschwand der Name „Taunus“ jedoch und die Fahrzeuge hießen jetzt nur noch Ford 12M, 15M, 17M, 20M und 26M. 1970 wurde der Name „Taunus“ reaktiviert und bis 1982 für den Ford Taunus TC verwendet.
Mit dem Namen „Taunus“ gab es folgende Modelle:

### Mittelklasse
- Taunus (G93A, G73A) (1939–1942/1948–1952) „Buckeltaunus“
- Taunus 12m/15m (G13, G4B, G13RL) (1952–1962) „Weltkugeltaunus“ / „Seitenstreifentaunus“
- Taunus 12m (P4) (1962–1966)
- Ford Taunus 12m/15m (P6) (1966–1970)
- Ford Taunus TC (1970–1982) „Knudsen-Taunus“

### Obere Mittelklasse

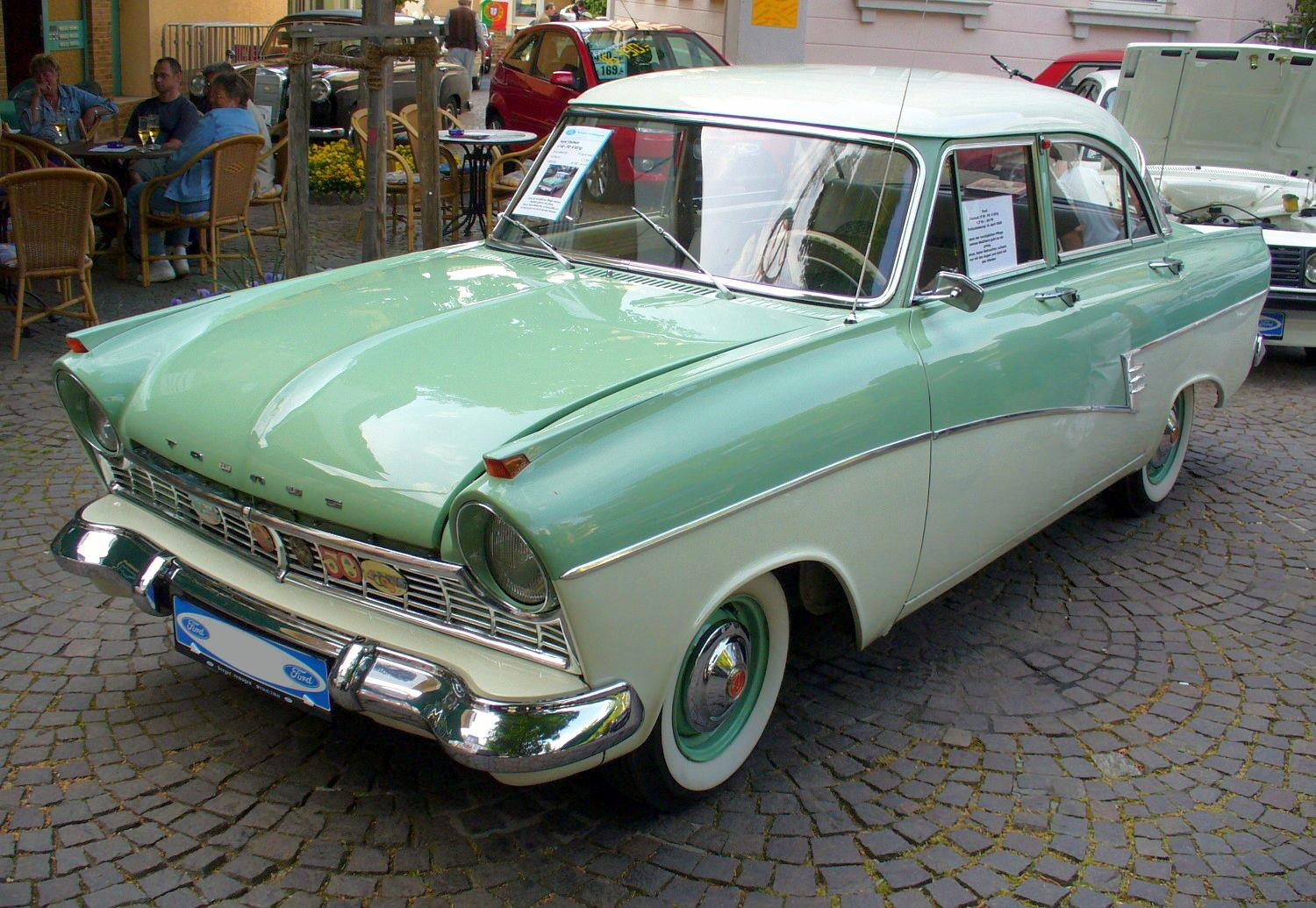
Taunus 17m (P2) (1957–1960) „Barocktaunus“
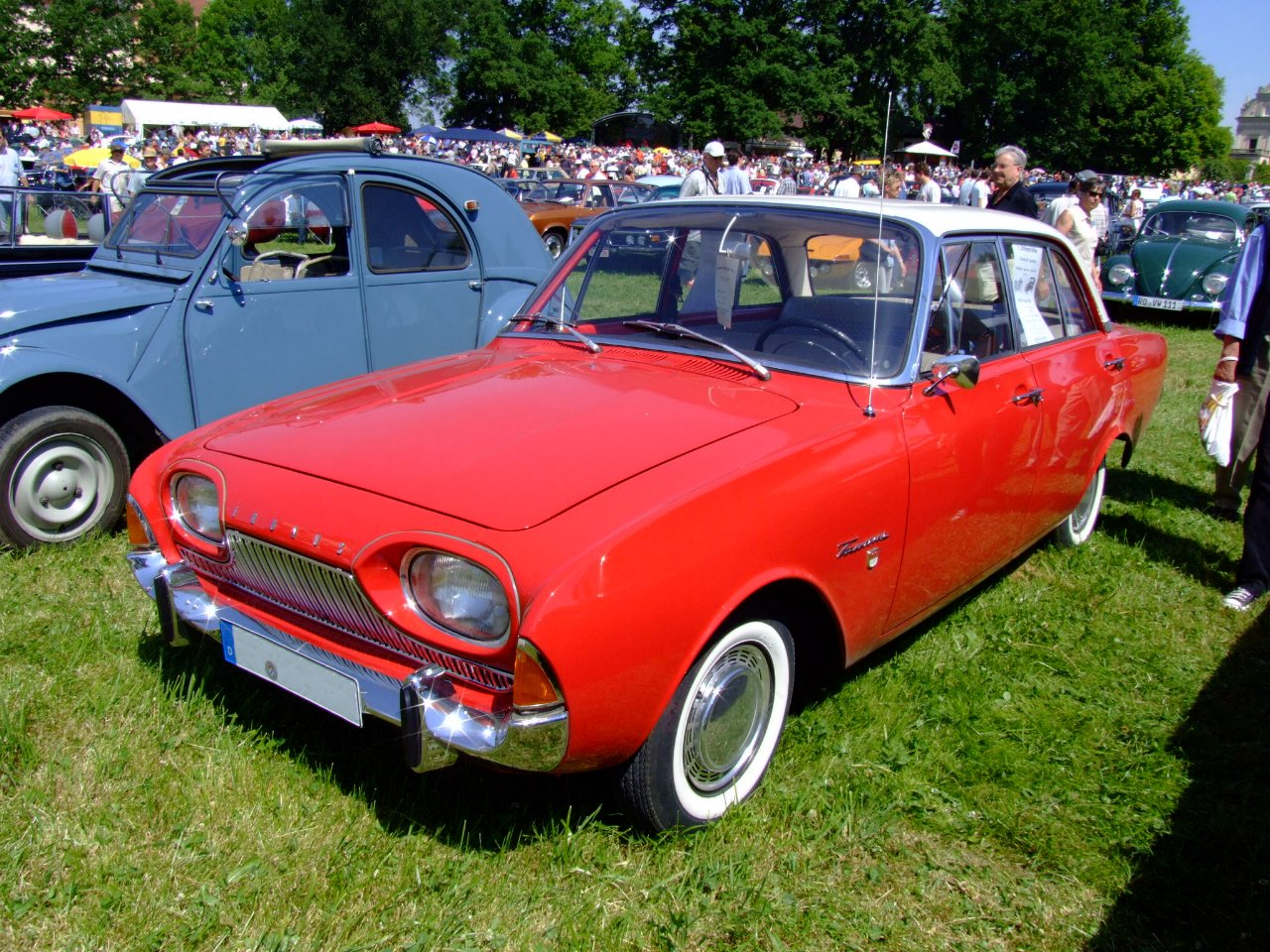
Taunus 17m (P3) (1960–1964) „Badewanne“
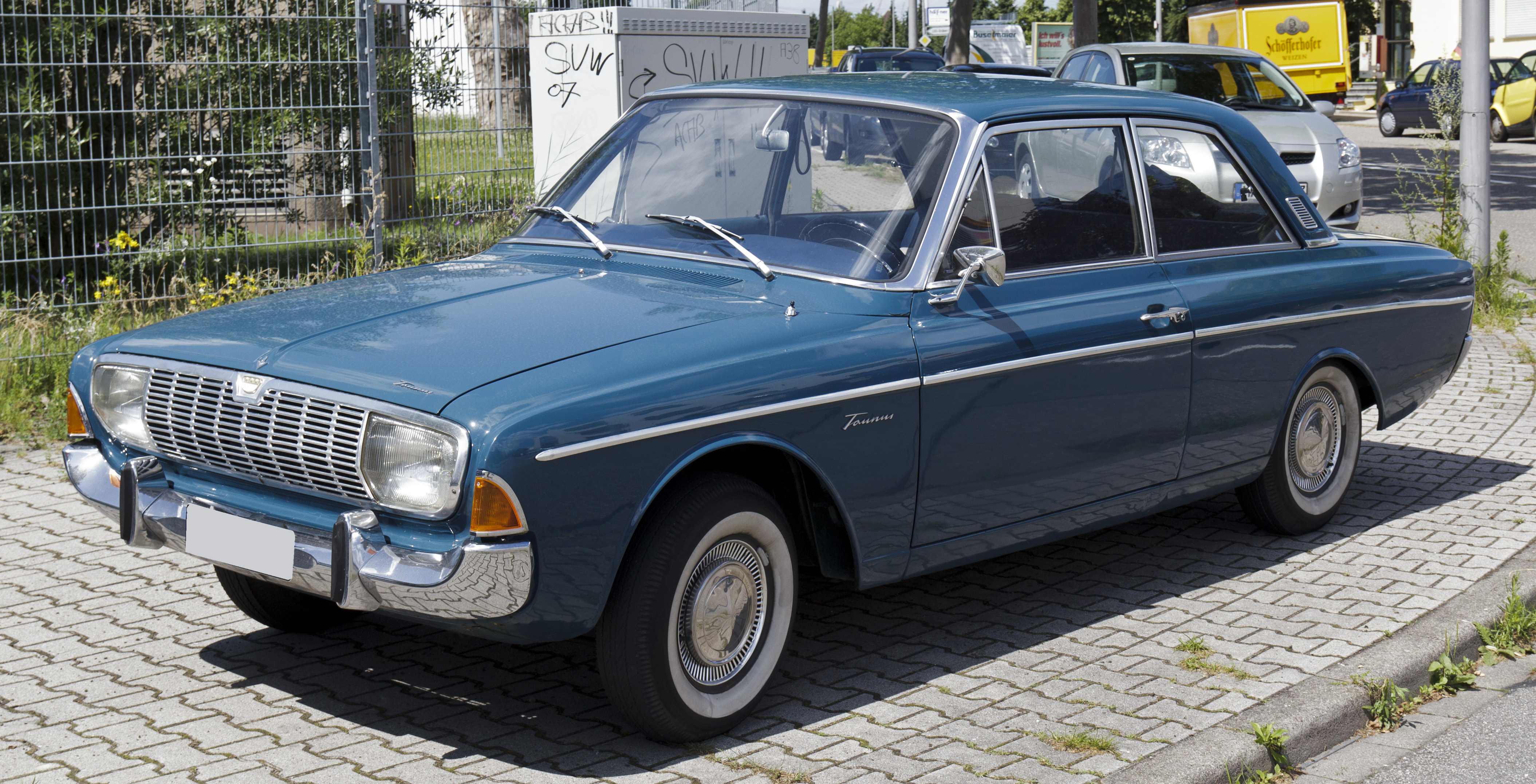
(Ford) Taunus 17m/20m (P5) (1964–1967) „Große Wanne“
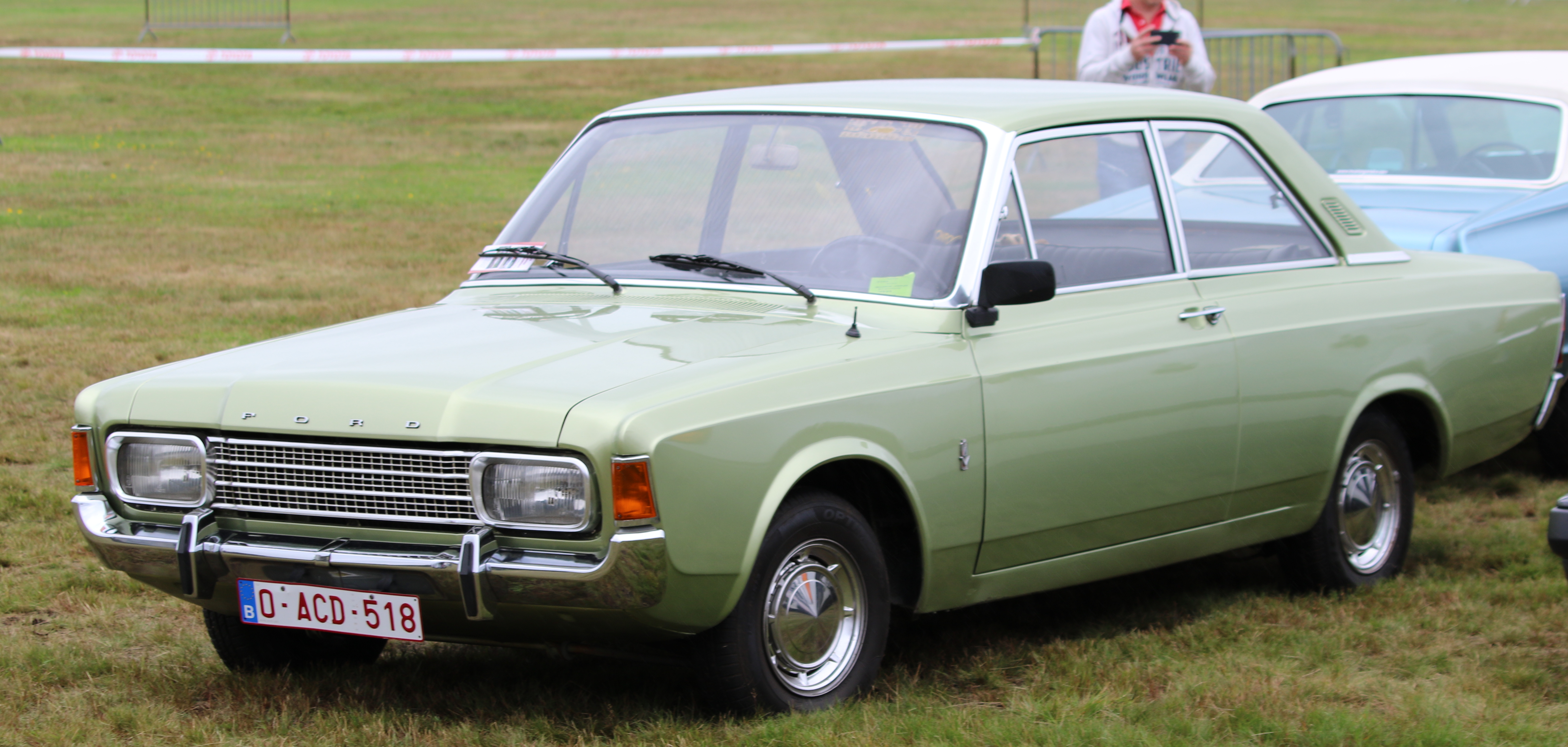
Ford Taunus P7

- Ford 17m/20m (P7a) (1967–1968)
- Ford 17m/20m/26m (P7b) (1968–1971)

### Lieferwagen
- FK 1000 bzw. Taunus Transit

## Übersicht

### Mittelklasse

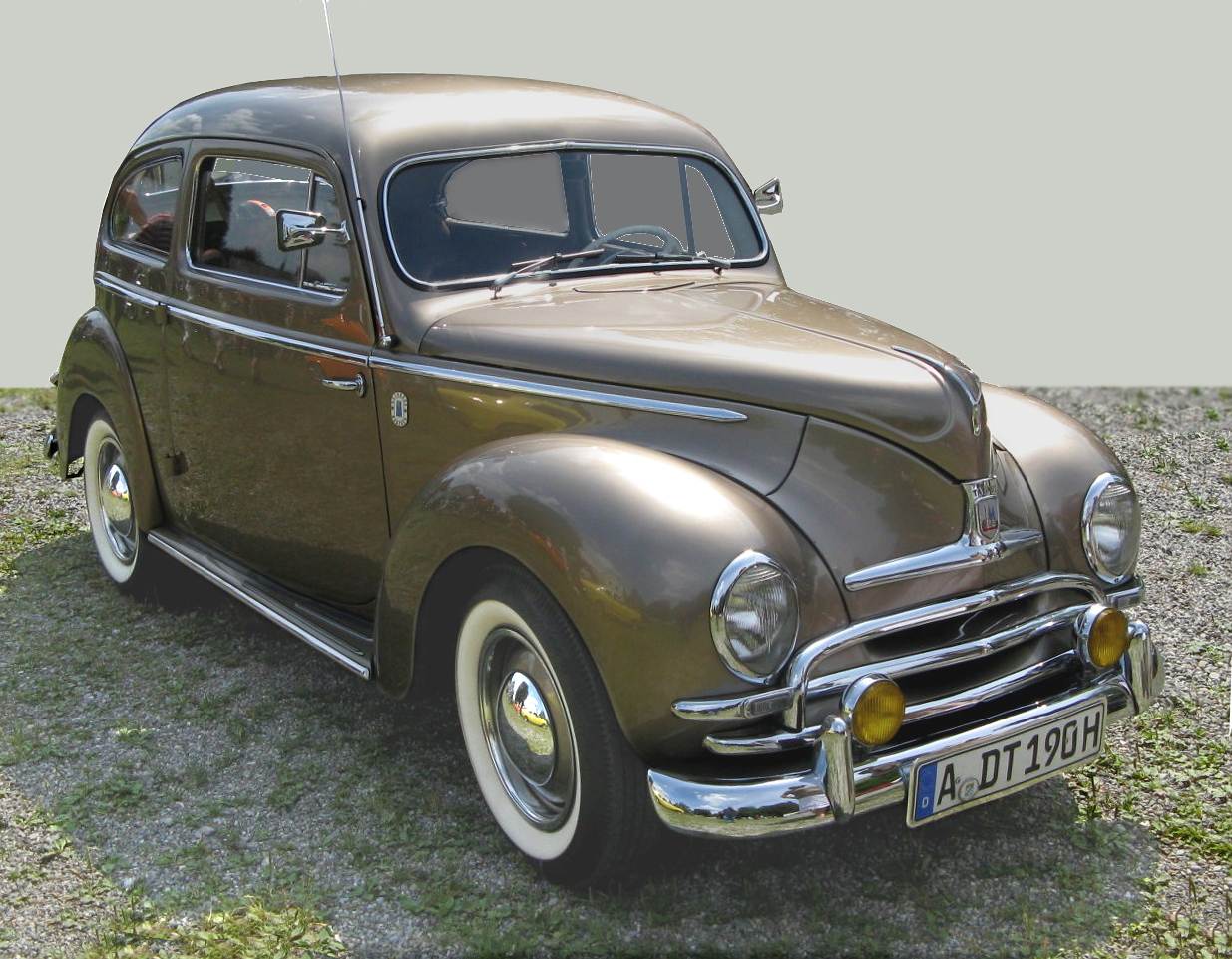
Ford Taunus (Buckeltaunus)
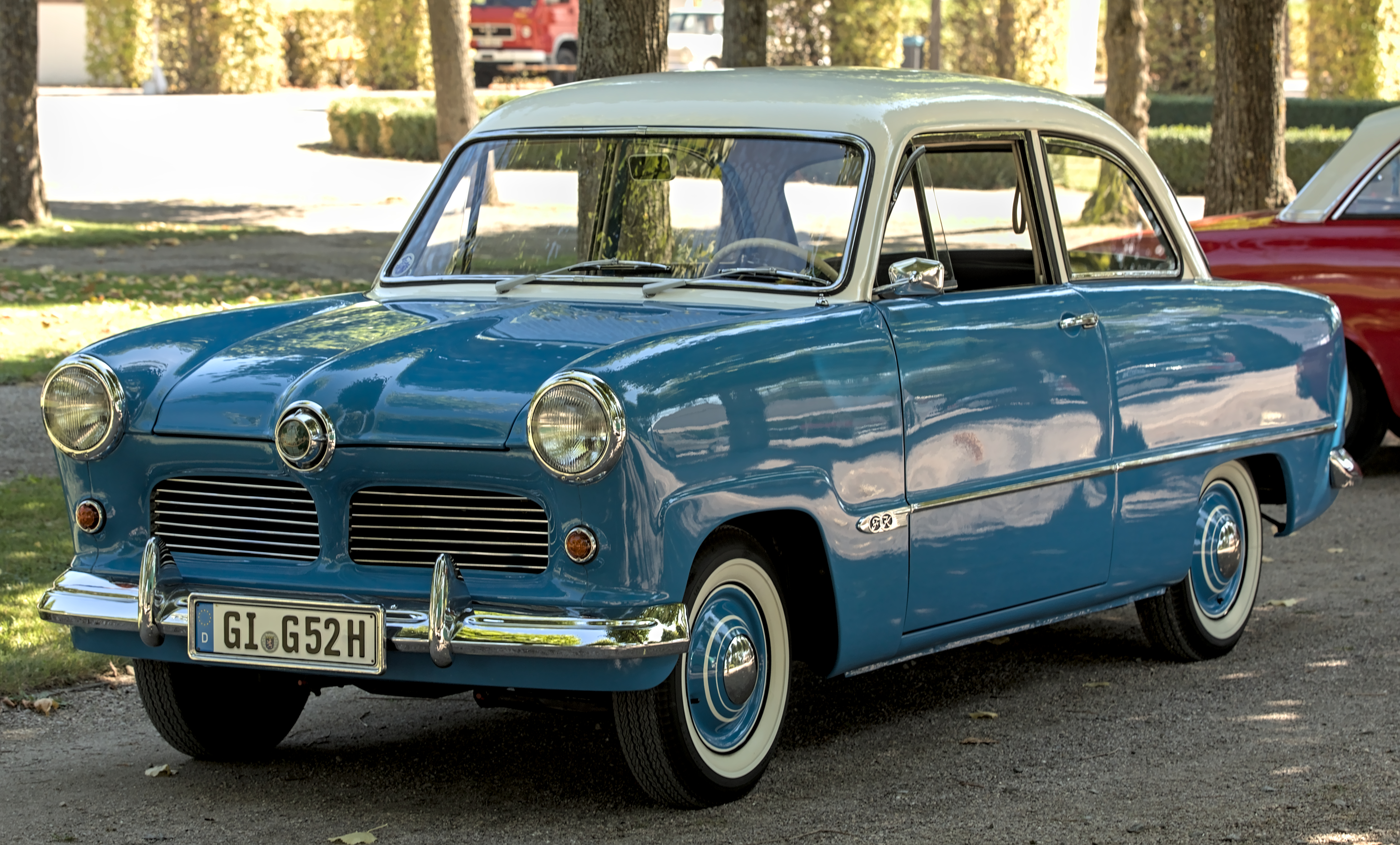
Ford Taunus (Weltkugeltaunus)
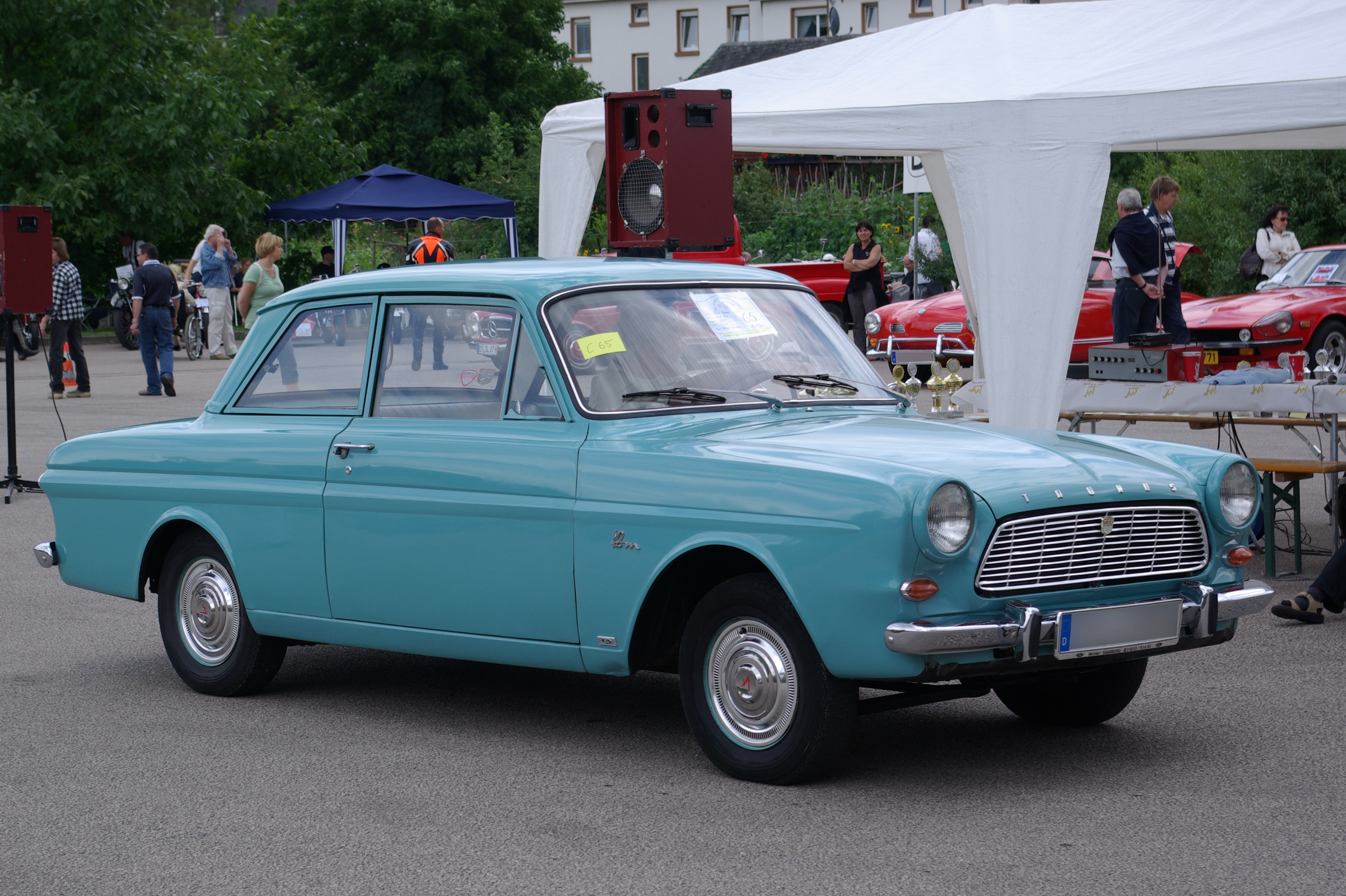
Ford Taunus P4
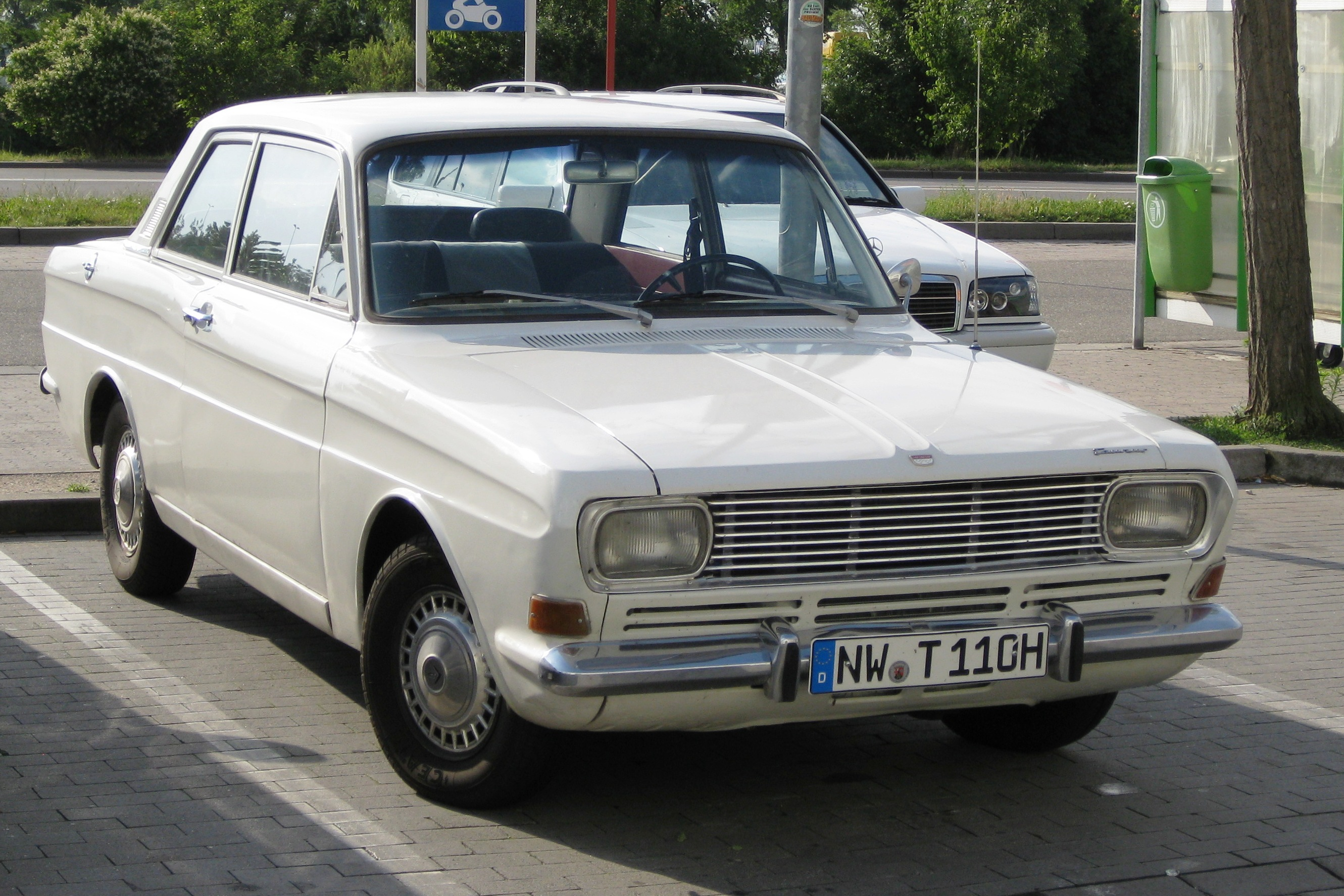
Ford Taunus P6
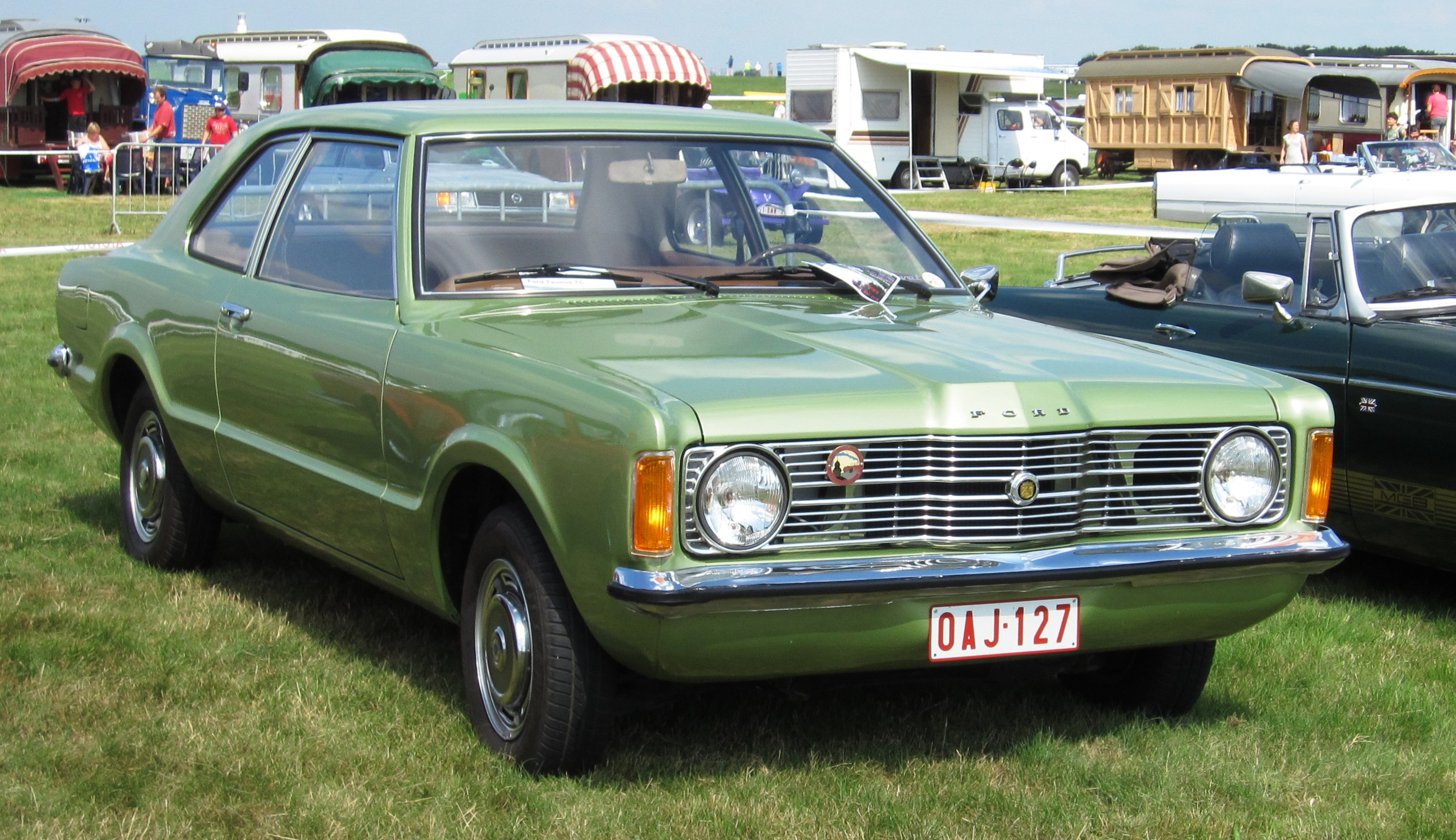
Ford Taunus TC
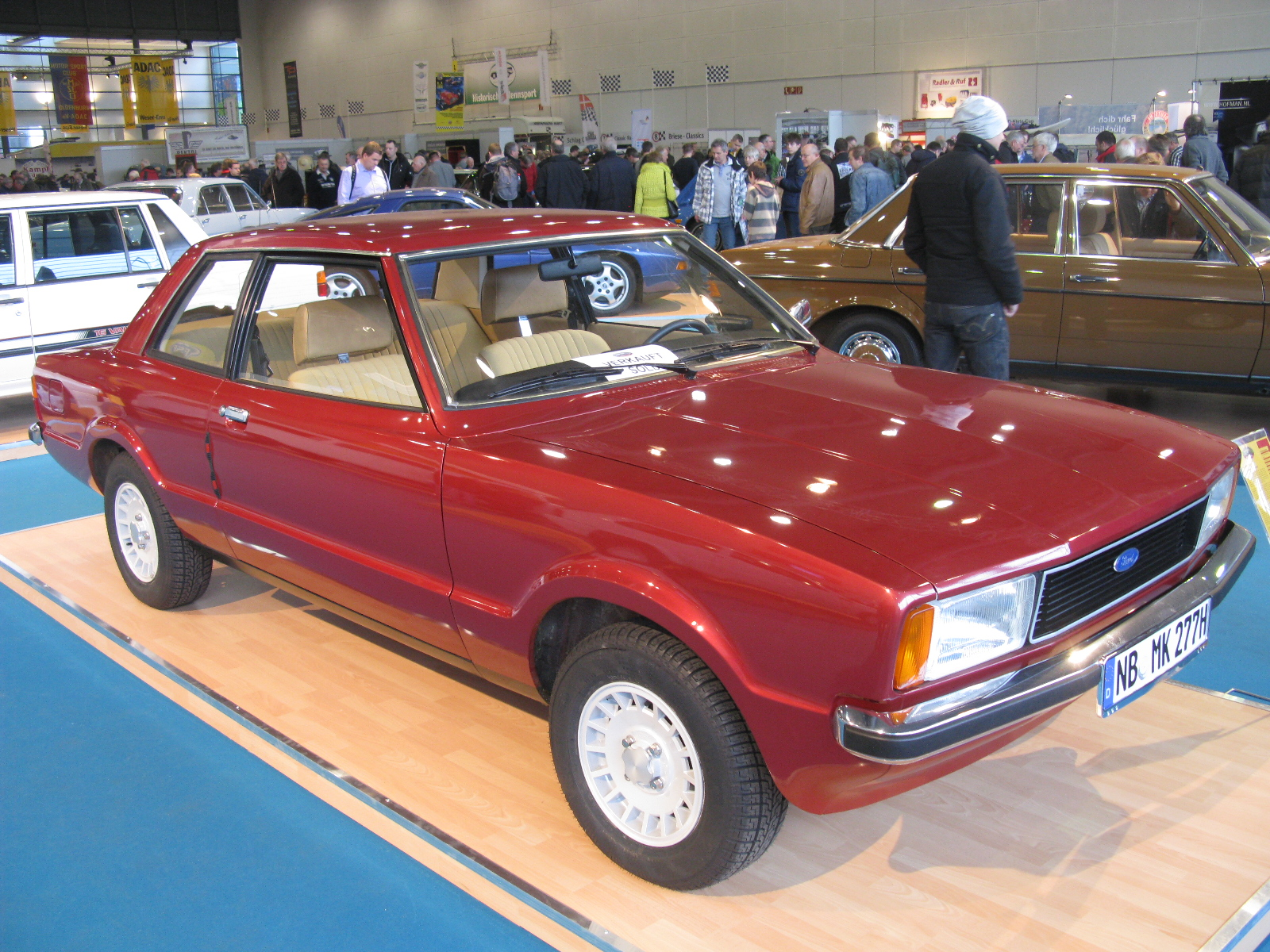
Ford Taunus TC 1976
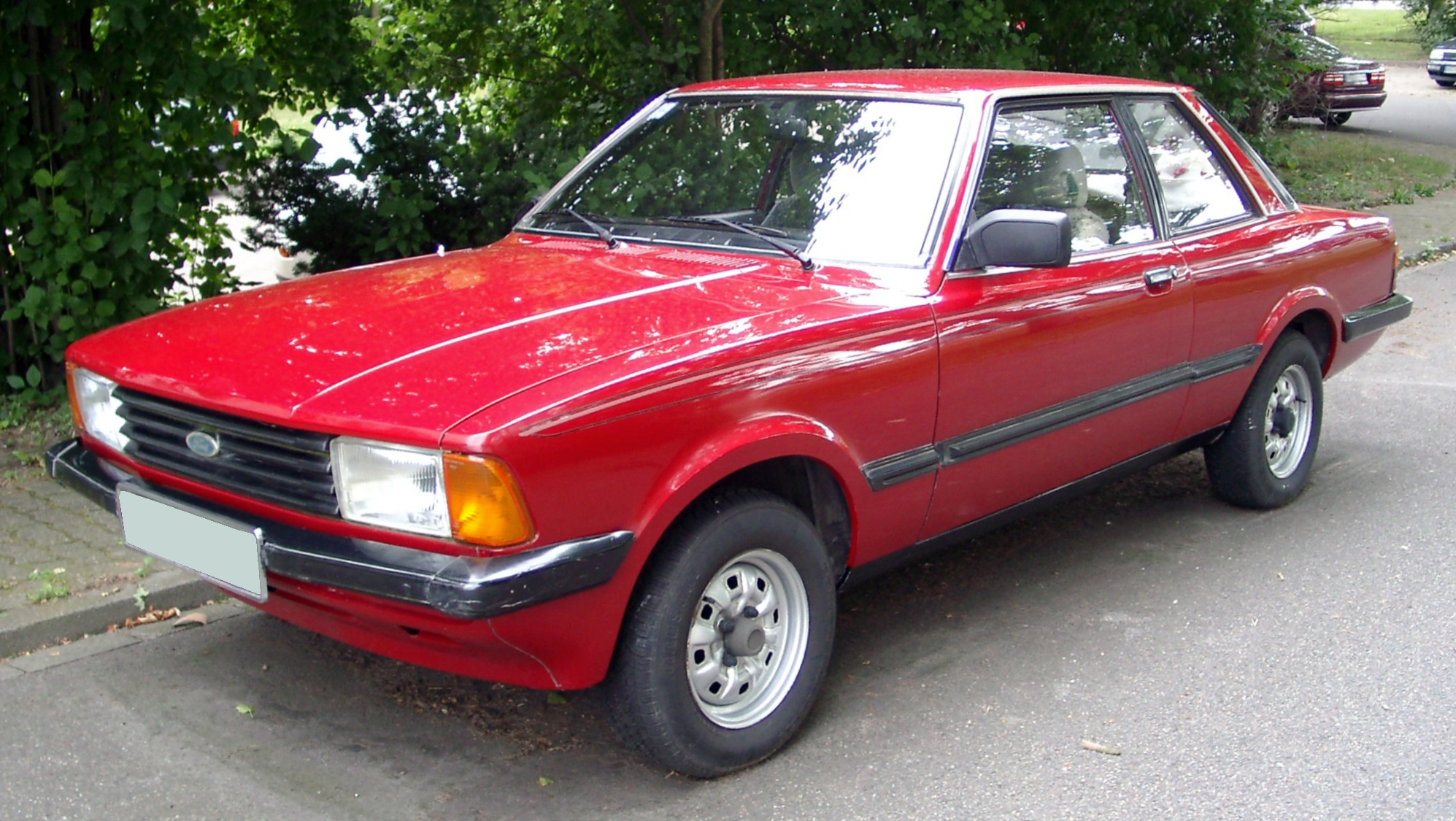
Ford Taunus 1979

### Obere Mittelklasse
- Ford Taunus P2
- Ford Taunus P3
- Ford Taunus P5
- Ford Taunus P7